# Benissoda (kommun)
Benissoda är en kommun i Spanien.   Den ligger i provinsen Província de València och regionen Valencia, i den östra delen av landet, 300 km sydost om huvudstaden Madrid. Antalet invånare är 414. Arean är 4,0 kvadratkilometer. Benissoda gränsar till Agullent, Agres och Albaida. 
Terrängen i Benissoda är platt åt nordost, men åt sydväst är den kuperad.